# Stalingradský front
Stalingradský front (rusky Сталинградский фронт) byl název dvou vojenských formací Rudé armády za druhé světové války.

## Stalingradský front (12. července – 30. září 1942)

### Historie
Stalingradský front byl poprvé vytvořen 12. července 1942 ze zbytku Jihozápadního frontu (štáb frontu s 21. a 8. leteckou armádou) a 62., 63. a 64. armády ze zálohy Hlavního stanu
Front bránil přístupy ke Stalingradu, v polovině července nakrátko zadržel německou ofenzívu. Po převelení německé 4. tankové armády z Kavkazu ale sovětská vojska opět ustupovala.
7. srpna bylo osamostatněno levé křídlo frontu pod názvem Jihovýchodní front, už o tři dny později byl Stalingradský front, v zájmu zachování jednoty velení v oblasti, podřízen velitelství Jihovýchodního frontu.
Rozhodnutím Hlavního stanu z 28. září byl Stalingradský front k 30. září přejmenován na Donský a Jihovýchodní front na Stalingradský.

### Podřízené jednotky

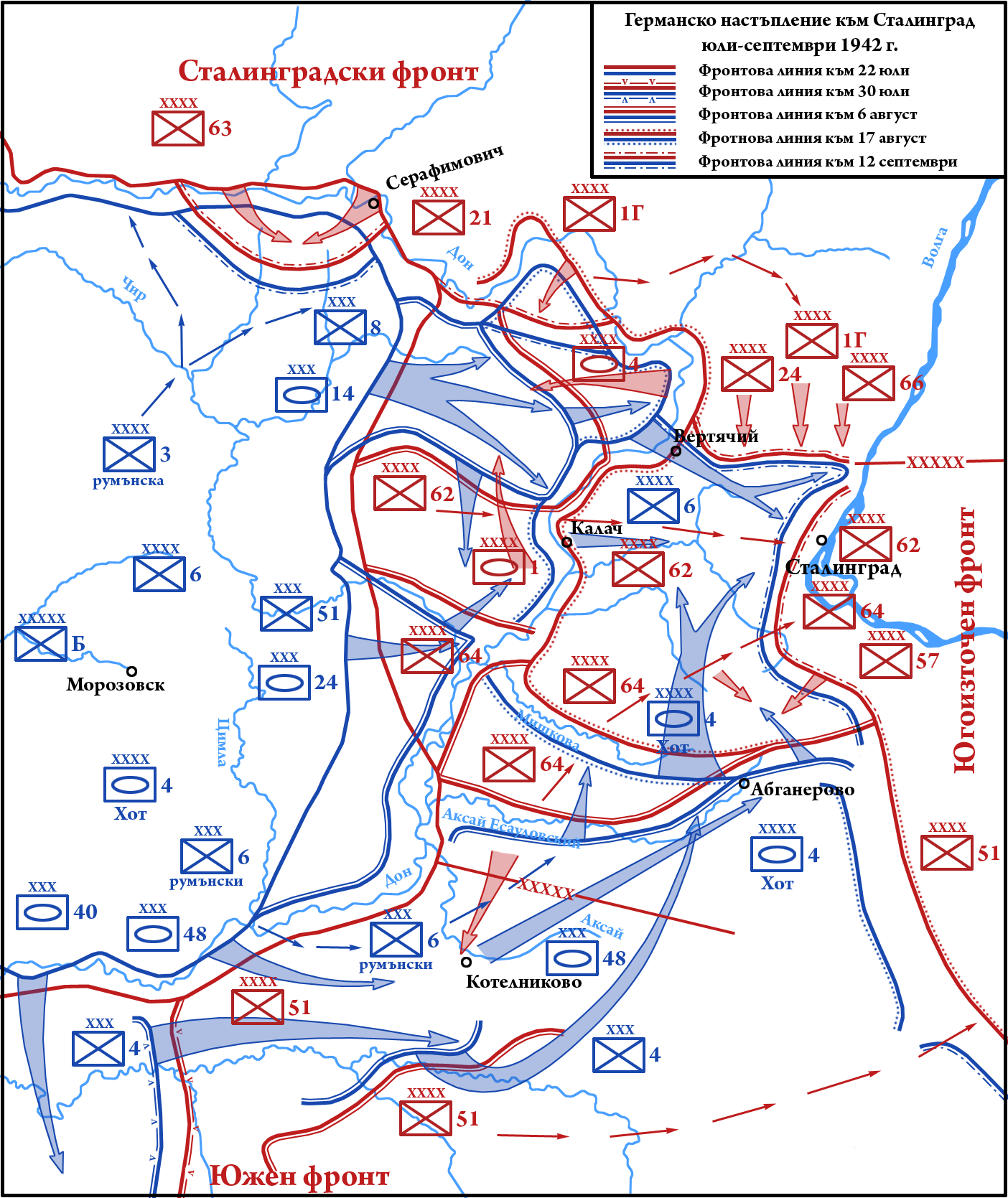
Německá ofenzíva na Stalingrad v červenci – srpnu 1942

- 21. armáda (12. července – 30. září 1942)
- 62. armáda (12. července – 30. srpna 1942)
- 63. armáda (12. července – 30. září 1942)
- 64. armáda (12. července – 7. srpna 1942)
- 8. letecká armáda (12. července – 15. září 1942)

- 28. armáda (17. – 31. července 1942)
- 38. armáda (17. – 23. července 1942)
- 57. armáda (17. července – 7. srpna 1942)
- 1. tanková armáda (konec července – 6. srpna 1942)
- 51. armáda (31. července – 6. srpna 1942)
- 4. tanková armáda (1. srpna – 30. září 1942)
- 1. gardová armáda (18. srpna – 30. září 1942)
- 24. armáda (1. – 30. září 1942)
- 16. letecká armáda (7. – 30. září 1942)
- Volžská flotila
- Stalingradský sborový prostor PVO

### Velení
Velitel
- 12.– 23. července 1942 maršál Sovětského svazu Semjon Konstantinovič Timošenko
- 23. července – 12. srpna 1942 generálporučík Vasilij Nikolajevič Gordov
- 12. srpna – 30. září 1942 generálplukovník Andrej Ivanovič Jerjomenko

Člen vojenské rady
- 12. července – 30. září 1942 Nikita Sergejevič Chruščov

Náčelník štábu
- 12. července – červenec 1942 generálporučík Pavel Ivanovič Bodin
- červenec – září 1942 generálmajor Dmitrij Nikitič Nikišev
- září 1942 – generálmajor Kirill Alexejevič Kovalenko

| Předchůdce        |                                                  | Nástupce     |
| Jihozápadní front | Stalingradský front 12. července – 30. září 1942 | Donský front |

## Stalingradský front (30. září – 31. prosince 1942)

### Historie
Podruhé byl Stalingradský front vytvořen 30. září 1942 přejmenováním Jihovýchodního frontu, podle rozkazu Hlavního stanu z 28. září.
Vojska frontu se ve Stalingradu a jižně od něj úporně bránila německé ofenzívě. 20. listopadu 1942 front přešel do útoku, a 23. listopadu společně s Donským frontem obklíčil německou 6. armádu. V prosinci sovětská vojska odrazila Mansteinův pokus o vyproštění obklíčených vojsk.
31. prosince front armády účastnící se obklíčení předal Donskému frontu, s ostatními vojsky pod novým názvem – Jižní front – zaútočil ve směru na Rostov.

### Podřízené jednotky
- 28. armáda (30. září – 31. prosince 1942)
- 51. armáda (30. září – 31. prosince 1942)
- 57. armáda (30. září – 31. prosince 1942)
- 62. armáda (30. září – 31. prosince 1942)
- 64. armáda (30. září – 31. prosince 1942)
- 8. letecká armáda (30. září – 31. prosince 1942)

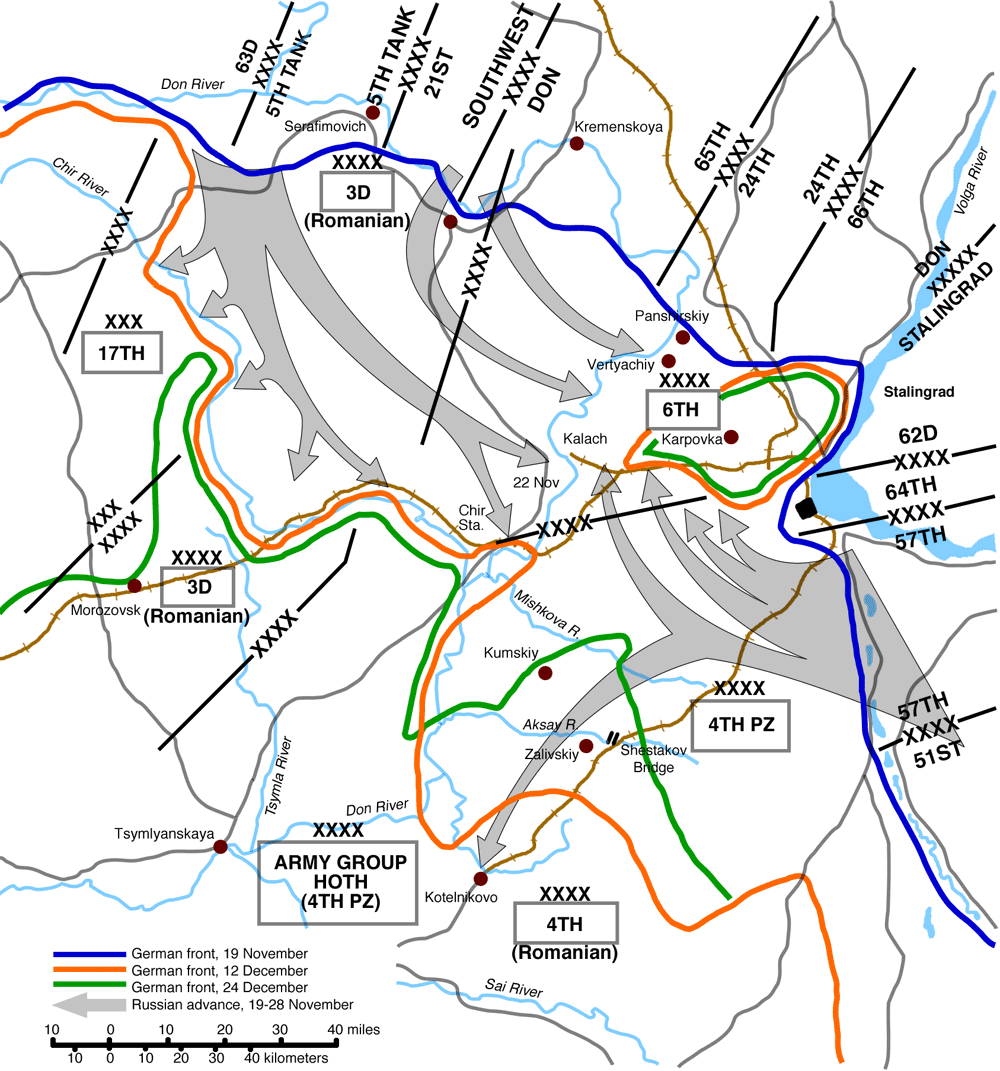
Sovětská ofenzíva u Stalingradu

- 5. úderná armáda (9. – 26. prosince 1942)
- 2. gardová armáda (15. – 31. prosince 1942)

### Velení
Velitel
- 30. září – 31. prosince 1942 generálplukovník Andrej Ivanovič Jerjomenko

Člen vojenské rady
- 30. září – 31. prosince 1942 Nikita Sergejevič Chruščov

Náčelník štábu
- 30. září – říjen 1942 generálmajor Georgij Fjodorovič Zacharov
- říjen – 31. prosince 1942 generálmajor Ivan Semjonovič Varennikov

| Předchůdce         |                                                  | Nástupce    |
| Jihovýchodní front | Stalingradský front 30. září – 31. prosince 1942 | Jižní front |